# Fredi Walker
Fredi Walker-Browne (Saint Louis, 2 ottobre 1962) è un'attrice e cantante statunitense.

## Biografia
Dopo gli studi all'Università di New York, Fredi Walker ha fatto il suo debutto a Broadway nel 1996 nella produzione originale del musical Rent, premiato con il Premio Pulitzer per la drammaturgia; per la sua interpretazione nel ruolo di Joanne Jefferson, la Walker ha vinto l'Obie Award. Nel corso della sua carriera ha recitato anche in altri musical, tra cui Once on This Island a Saint Louis nel 1993 e la tournée statunitense di The Lion King nel ruolo di Rafiki.

## Filmografia

### Cinema
- Il piano di Maggie - A cosa servono gli uomini (Maggie's Plan), regia di Rebecca Miller (2015)
- The Vanishing of Sidney Hall, regia di Shawn Christensen (2017)

### Televisione
- New York Undercover – serie TV, 1 episodio (1999)
- Law & Order - I due volti della giustizia – serie TV, 1 episodio (1999)
- The Big C – serie TV, 3 episodi (2012)
- Search Party – serie TV, 1 episodio (2020)